# Gian-Andrea Thöny
Gian-Andrea Thöny (* 11. April 1992 in Klosters-Serneus) ist ein Schweizer Eishockeyspieler.

## Karriere
Der Bündner verbrachte seine Jugendjahre beim HC Prättigau-Herrschaft, später spielte er für den EHC Arosa, die Rapperswil-Jona Lakers in der National League A, den HC Thurgau sowie für den EHC Wetzikon. Mittlerweile spielt er seit der Saison 2015/16 für den EHC Winterthur in der National League B.